# جريمة قتل مارتينا فيك ماغنوسين

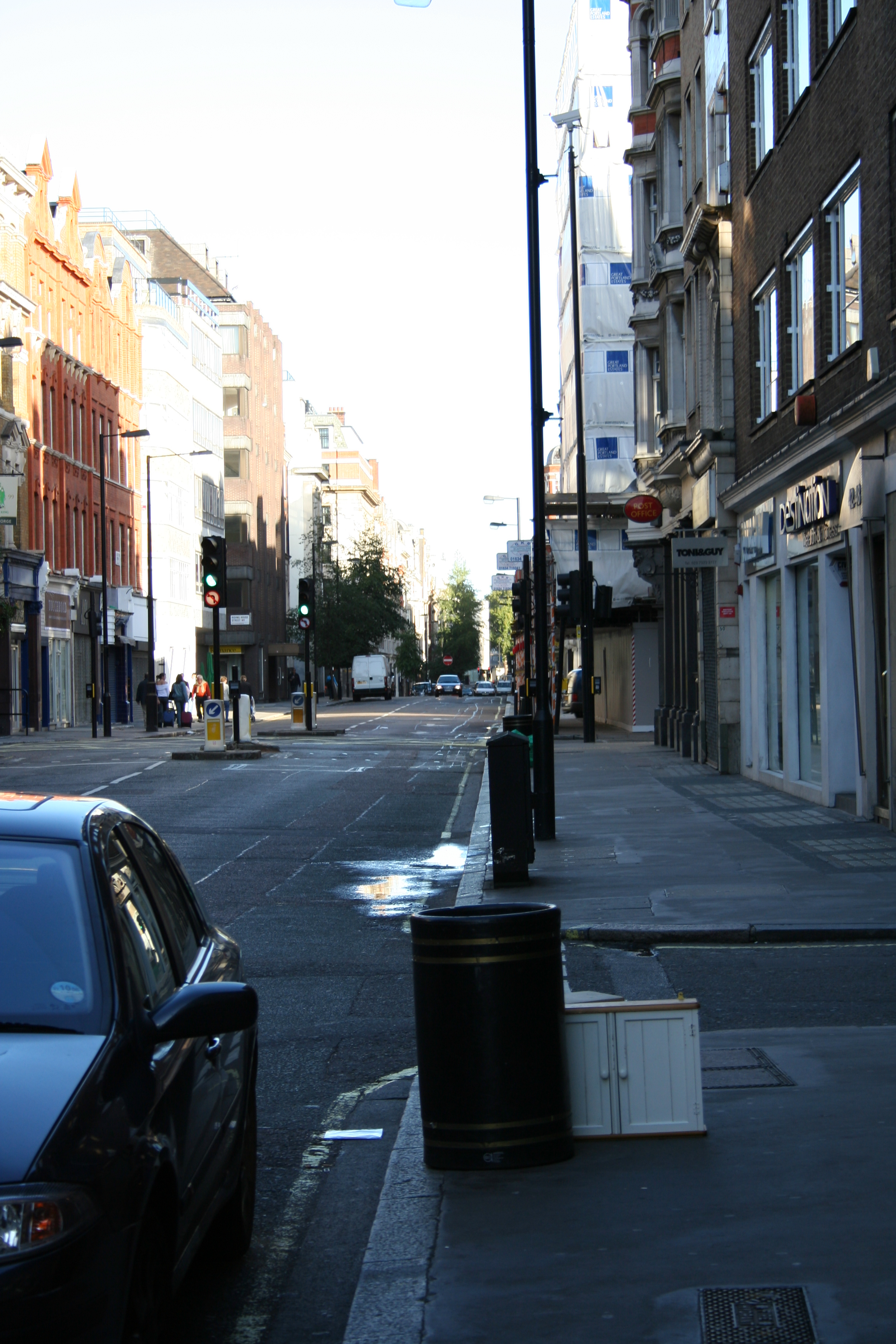
شارع بورتلاند الكبير حيث تم العثور على جثة ماغنوسين في بناية سكنية.

جريمة قتل مارتينا فيك ماغنوسين (بالإنجليزية: Murder of Martine Vik Magnussen)‏ تتعلق الجريمة باغتصاب وقتل، وهي طالبة إدارة أعمال في عمر الـ23 من النروج، حيث عُثر على جثتها في قبو أحد الأبنية مخفية تحت الحطام بعد أن تم خنقها من العنق في منطقة قريبة لـ«شارع بورتلاند الكبير»(بالإنجليزية: Great Portland Street)‏ في لندن. وذلك في تاريخ 16 مارس عام 2008. ويعتبر زميلها في الدراسة فاروق عبد الحق، ابن البليونير شاهر عبد الحق أحد أثرياء اليمن، المشتبه الوحيد في القضية.

## الجريمة والتحقيق
شوهدت مارتينا للمرة الأخيرة بين الساعة الثانية والثالثة صباحاً بتوقيت غرينتش، وذلك في تاريخ 14 مارس، في أحد نوادي لندن الليلة «مادوكس» الذي يقع في قطاع للأثرياء يدعى «ماي فاير»، حيث يبعد أكثر من ميل عن القبو الذي عُثر على جثتها فيه. وصرح الموقع الرسمي للنادي أنه ومنذ افتتاحه وهو يستقطب أهم الأعضاء والمشاهير مثل بي ديدي وكيرا نايتلي.
وتقدم أصدقاء مارتينا ببلاغ عن مفقود للشرطة في 15 مارس، وبعد التحقيق أعلنت الشرطة أنه من المعتقد أن مارتينا شوهدت وهي تغادر النادي الليلي مع رجل بصفات عربية، مشجعةً اياه بالتقدم إلى الشرطة.
ولم يكن معروفا في بدايات أبريل عام 2008 متى سيتم إعادة جثة مارتينا إلى النرويج، ولكن لاحقاً في أواخر أبريل أصبح معلوماً أنه قد تم إعادة الجثة إلى النرويج وستقام مراسم الجنازة في «اسكر» قريباً من «أوسلو» في أبريل/مايو من عام 2008.

## المشتبه به
يسعى جهاز الشرطة البريطانية للتحقيق مع الرجل الذي شوهدت مارتينا تغادر معه في ليل مقتلها، وهو فاروق عبد الحق ابن البليونير اليمني شاهر عبد الحق أحد أثرياء اليمن. شوهد فاروق ومارتينا يغادران النادي الليلي «مادوكس» في ساعات النهار الأولى ليوم 14 مارس، ويستقلان سيارة أجرة معاً. وكان فاروق يعيش في شقة في ذات المبنى والتي عثر على جثة مارتينا في أحد اقبيتها. وتظهر ملفات الشرطة أن فاروق غادر لندن متجهاً إلى مصر في 14 مارس ثم إلى اليمن مستخدماً طائرة والده الخاصة في يوم الأحد 23 مارس. وقد زار فاروق مكتب المحامي السيد محمد البكوالي في العاصمة اليمنية صنعاء لاستشارة قانونية. وقد قال المحامي أنه يمكن استجواب فاروق من قبل السلطات البريطانية بشرط أن يتم الاستجواب على الأراضي اليمنية. وذُكر فاروق كمشتبه من قبل السلطات البريطانية لأول مرة في تاريخ 24 يونيو 2008. وقد تمت تسميته كمشتبه من قبل الشرطة البريطانية «ميتروبوليتان بوليس» في 30 يوليو 2008. وتمت اضافته على موقع لائحة المطلبوين للسلطات البريطانية.
وتعتقد السلطات البريطانية (بتاريخ 30 يوليو 2008) أن فاروق مقيم في اليمن. والحكومة اليمنية على علم بطلب السلطات البريطانية التحقيق مع فاروق. ولكن لايوجد اتفاقية لتبادل المشتبه بهم بين اليمن والحكومة البريطانية. ومن ناحية أُخرى تم تنظيم مظاهرة في اسولو في تاريخ 1 ديسمبر 2009، مطالبة السلطات النرويجية باتخاذ المزيد من الإجراءات في هذا الخصوص.

## الاعتقال
اعتُقل رجل في الخمسينات من العمر في تاريخ 30 أبريل 2008، بشبهة المساعدة في ارتكاب الجريمة.

## تغطية الاعلام اليمني للحادثة
وذكرت قناة «تي في 2» التلفزيونية النروجية، أن الاعلام اليمني لم يذكر ولو كلمة واحدة عن حقيقة أن ابن أحد أهم أثرياء اليمن شاهر عبد الحق مطلوب للتحقيق بخصوص مقتل مارتينا. فلا أهمية للقضية في العاصمة اليمنية صنعاء. تعتبر اليمن أحد افقر البلاد العربية، ويعد شاهر عبد الحق مؤسس ومالك شركة تجارية وصناعية اقليمية مركزها اليمن. وهو رئيس مجلس فندق «تاج سبأ» في العاصمة اليمنية صنعاء. كما أنه أحد المدراء التنفيذيين للشركة صاحبة حقوق ترخيص «كوكا كولا» في اليمن. ويمتلك شاهر العديد من الاتصالات الحكومية ويعتبر صاحب تأثير ونفوذ سياسي قوي في العاصمة صنعاء.

ولا يزال والد مارتينا يسعى جاهداً حتى يومنا هذا لتغيير القانون الذي على حد قوله سمح للمشتبه به الوحيد في حادثة مقتل ابنته مارتينا، فاروق عبد الحق بالهرب.